# Литва на летних Олимпийских играх 2008
Литва принимала участие в Летних Олимпийских играх 2008 года в Пекине (Китай) в седьмой раз за свою историю, и завоевала три серебряные и две бронзовые медали. Сборную страны представляли 71 участник, из которых 27 женщин.

## Медалисты
| Медаль  | Спортсмен             | Вид спорта            | Дисциплина                               |
| ------- | --------------------- | --------------------- | ---------------------------------------- |
| Серебро | Гинтаре Волюнгевичюте | Парусный спорт        | Женщины, класс «Лазер Радиал»            |
| Серебро | Эдвинас Крунголцас    | Современное пятиборье | Мужчины, личное первенство               |
| Серебро | Миндаугас Мизгайтис   | Борьба                | Мужчины, греко-римская борьба, до 120 кг |
| Бронза  | Андрей Заднепровский  | Современное пятиборье | Мужчины, личное первенство               |
| Бронза  | Виргилиюс Алекна      | Лёгкая атлетика       | Мужчины, метание диска                   |

## Состав сборной
Академическая гребля
1. Миндаугас Гришконис

 Бадминтон
1. Кястутис Навицкас
2. Аквиле Стапушайтите

 Баскетбол
1. Римантас Каукенас
2. Линас Клейза
3. Дариуш Лавринович
4. Кшиштоф Лавринович
5. Миндаугас Лукаускис
6. Йонас Мачюлис
7. Марийонас Петравичюс
8. Марюс Пекявичюс
9. Рамунас Шишкаускас
10. Робертас Явтокас
11. Симас Ясайтис
12. Шарунас Ясикявичюс

 Бокс
1. Эгидиюс Каваляускас
2. Даугирдас Шемётас
3. Ярослав Якшто

 Борьба
Греко-римская борьба
1. Вальдемарас Венцкайтис
2. Александр Казакевич
3. Миндаугас Ежерскис
4. Миндаугас Мизгайтис

Велоспорт
 Шоссейный велоспорт
1. Дайнюс Кайрялис
2. Игнатас Коноваловас
3. Модеста Вжесняускайте
4. Иоланта Поликевичюте
5. Эдита Пучинскайте

 Трековый велоспорт
1. Симона Крупецкайте
2. Светлана Паулюкайте
3. Вилия Серейкайте

Гребля на байдарках и каноэ
 Гребля на гладкой воде
1. Эгидиюс Бальчюнас
2. Томас Гадейкис
3. Альвидас Дуонела
4. Раймундас Лабуцкас

 Дзюдо
1. Альбертас Теховас

 Лёгкая атлетика
1. Виргилиюс Алекна
2. Марюс Жюкас
3. Виталий Козлов
4. Дарюс Шкарнулис
5. Донатас Шкарнулис
6. Тадас Шушкявичюс
7. Живиле Бальчюнайте
8. Эгле Бальчюнайте
9. Карина Внукова
10. Лина Гринчикайте
11. Раса Драздаускайте
12. Виктория Жемайтите
13. Соната Милушуаскайте
14. Кристина Салтанович
15. Зинаида Сендрюте
16. Аустра Скуйите
17. Инга Стасюлёните
18. Раса Труп

 Настольный теннис
1. Рута Пашкаускене

 Парусный спорт
1. Гинтаре Волунгевичюте

 Плавание
1. Саулюс Бинявичюс
2. Паулюс Викторавичюс
3. Роландас Гимбутис
4. Эдвинас Даутартас
5. Гедрюс Титянис
6. Римвидас Шальчюс
7. Витаутас Янушайтис
8. Раминта Дваришките
9. Ругиле Милейшите

 Современное пятиборье
1. Андрей Заднепровский
2. Эдвинас Крунголцас
3. Лаура Асадаускайте
4. Доната Римшайте

 Стрельба
1. Дайна Гудзиневичюте

 Тяжёлая атлетика
1. Рамунас Вишняускас

## Результаты соревнований

### Академическая гребля
В следующий раунд из каждого заезда проходили несколько лучших экипажей (в зависимости от дисциплины). В финал A выходили 6 сильнейших экипажей, остальные разыгрывали места в утешительных финалах B-F.
Мужчины
| Соревнование | Спортсмены          | Предварительный заезд | Предварительный заезд | Предварительный заезд | Отборочный заезд | Отборочный заезд | Отборочный заезд | Четвертьфинал | Четвертьфинал | Четвертьфинал | Полуфинал     | Полуфинал     | Полуфинал     | Финал   | Финал   | Итоговое место |
| Соревнование | Спортсмены          | Заезд                 | Время                 | Место                 | Заезд            | Время            | Место            | Заезд         | Время         | Место         | Заезд         | Время         | Место         | Время   | Место   | Итоговое место |
| ------------ | ------------------- | --------------------- | --------------------- | --------------------- | ---------------- | ---------------- | ---------------- | ------------- | ------------- | ------------- | ------------- | ------------- | ------------- | ------- | ------- | -------------- |
| одиночки     | Миндаугас Гришконис | 4                     | 7:28,05               | 2 Q                   | Не проводится    | Не проводится    | Не проводится    | 2             | 6:54,47       | 2 Q           | Полуфинал A/B | Полуфинал A/B | Полуфинал A/B | Финал B | Финал B | 8              |
| одиночки     | Миндаугас Гришконис | 4                     | 7:28,05               | 2 Q                   | Не проводится    | Не проводится    | Не проводится    | 2             | 6:54,47       | 2 Q           | 2             | 7:20,32       | 6             | 7:09,23 | 2       | 8              |